# Catharodesmus argentineus
Catharodesmus argentineus är en mångfotingart som först beskrevs av Filippo Silvestri 1895.  Catharodesmus argentineus ingår i släktet Catharodesmus och familjen Chelodesmidae. Inga underarter finns listade i Catalogue of Life.